# Grand Prix de Montamisé
Le Grand Prix de Montamisé est une course cycliste français disputée au printemps autour de Montamisé, dans le département de la Vienne. Créé en 1955, il est organisé par le Cycle Poitevin. 
L'épreuve est actuellement disputée par des cyclistes juniors (moins de 19 ans). 

## Histoire
Le Grand Prix de Montamisé est créé en 1955. Pour cette première édition, le conseil municipal inscrit au budget une somme de 2 000 francs. Elle est remportée par le Charentais Pierre Beuffeuil, qui passe professionnel dans l'équipe Alcyon-Dunlop l'année suivante. 
En 1970, l'organisation est confiée au Cycle Poitevin. 
En 1989 et 1997, la course est commune au championnat régional du Poitou-Charentes. Depuis 2003, le Grand Prix est présidé par Jean-Marie Boutin. Elle est alors inscrite au calendrier national de la Fédération française de cyclisme, et constitue également une manche de la Coupe de France de DN3. 
L'édition 2019 accueille les championnats Nouvelle-Aquitaine de l'Avenir pour les cyclistes minimes, cadets et juniors,. En 2020, l'épreuve est classée en catégorie fédérale juniors. Elle est cependant annulée pour la première fois de son histoire en raison de la pandémie de Covid-19.

## Palmarès
| Année | Vainqueur               | Deuxième               | Troisième               |
| ----- | ----------------------- | ---------------------- | ----------------------- |
| 1955  | Pierre Beuffeuil        | Jean Phélippeau        | Marcel Thomas           |
| 1956  | Lebreton                | Maurice Nauleau        | Armand Lelli            |
| 1957  | Robert Suire            | Maurice Nauleau        | Armand Lelli            |
| 1958  | Marcel Danguillaume     | Marcel Thomas          | P. Douay                |
| 1959  | Jacques Currit          | Claude Gabard          | Gilles Genet            |
| 1960  | Claude Gabard           | Maurice Nauleau        | Kléber Guéry            |
| 1961  | Jean Danguillaume       | Claude Mazeaud         | Claude Gabard           |
| 1962  | Pierre Tymen            | Jean Currit            | Jean Danguillaume       |
| 1963  | Jean-Claude Grain       | Michel Grain           | Pierre Tymen            |
| 1964  | Jean-Pierre Andrault    | Martial Terrades       | Robert Magnan           |
| 1965  | Claude Perrotin         | Jean-Claude Grain      | Michel Gonzalès         |
| 1966  | Claude Perrotin         | Jean-Pierre Andrault   | Daniel Barjolin         |
| 1967  | Éric Rossignol          | Claude Perrotin        | Robert Bideau           |
| 1968  | Gilles Genet            | Claude Perrotin        | Robert Bideau           |
| 1969  | Alain Barrault          | Michel Brecque         | Claude Perrotin         |
| 1970  | Claude Perrotin         | Marc Grégoire          | Philippe Provost        |
| 1971  | Claude Perrotin         | Christian Bordier      | Michel Fédrigo          |
| 1972  | Lucien Saumur           | Daniel Dubau           | Alain Barrault          |
| 1973  | Jacky Hélion            | Bernard Riaute         | Francis Brun            |
| 1974  | Michel Grain            | Christian Vidal        | Lucien Saumur           |
| 1975  | Lucien Saumur           | Gérard Besnard         | Michel Gaudin           |
| 1976  | Christian Vidal         | Michel Gaudin          | Jacky Troyard           |
| 1977  | Michel Grain            | Lucien Saumur          | Claude Berthaud         |
| 1978  | Jacky Troyard           | Michel Grain           | Raymond Perrin          |
| 1979  | Raymond Perrin          | Jean-Pierre Paranteau  | Pascal Chaumet          |
| 1980  | Carlos Barbosa          | Jean-Paul Boutin       | Jean-Michel Plat        |
| 1981  | Jean-Pierre Paranteau   | Pascal Chaumet         | Raymond Perrin          |
| 1982  | Jean-Pierre Mitard      | Dominique Landreau     | Raymond Perrin          |
| 1983  | Dominique Landreau      | Raymond Perrin         | Patrick Friou           |
| 1984  | Pascal Chaumet          | Philippe Tranchée      | Stéphane Mamoux         |
| 1985  | Gérard Simonnot         | Philippe Tranchée      | Philippe Giraud         |
| 1986  | Jean-Louis Auditeau     | Jean-Philippe Fouchier | Michel Jean             |
| 1987  | Michel Cante            | Alain Roy              | Alain Ruiz              |
| 1988  | Philippe Mondory        | Daniel Dumas           | Miguel Albert           |
| 1989  | Xavier Martin           | Jean-Louis Auditeau    | Jean-François Chaminaud |
| 1990  | Philippe Mondory        | Patrice Bois           | Thierry Dupuy           |
| 1991  | Jean-Christophe Currit  | Pascal Berger          | Alain Ruiz              |
| 1992  | Philippe Escoubet       | Bruno Bannes           | Frédéric Touzeau        |
| 1993  | Philippe Escoubet       | Bertrand Guerry        | Christophe Allin        |
| 1994  | Franck Bouyer           | Christophe Langlois    | Thierry Bricaud         |
| 1995  | Vincent Cali            | Arnaud Bassy           | Frédéric Berland        |
| 1996  | Frédéric Berland        | Aidan Duff             | Grégory Perez           |
| 1997  | Tony Jousset            | Dominique David        | Anthony Supiot          |
| 1998  | David Marié             | Christophe Faudot      | Laurent Planchaud       |
| 1999  | Franck Faugeroux        | Sylvain Chavanel       | Anthony Supiot          |
| 2000  | Marek Leśniewski        | Stéphane Foucher       | Anthony Geslin          |
| 2001  | Neil Swithenbank        | Jonathan Dayus         | Bertrand Guerry         |
| 2002  | Hayden Roulston         | Tony Mann              | Arnaud Labbe            |
| 2003  | Arnaud Labbe            | Nicolas Crosbie        | Loïc Herbreteau         |
| 2004  | Franck Faugeroux        | Franck Bigaud          | Arnaud Labbe            |
| 2005  | Manuel Michot           | Jean-Luc Delpech       | Yvan Sartis             |
| 2006  | Christophe Thébault     | Salva Vilchez          | Mickaël Larpe           |
| 2007  | Fabrice Jeandesboz      | Damien Gaudin          | Alexandre Bousseau      |
| 2008  | Fabrice Jeandesboz      | Kévin Cherruault       | Gwénaël Teillet         |
| 2009  | Médéric Clain           | Johan Le Bon           | Willy Perrocheau        |
| 2010  | Benoît Sinner           | Simon Le Brun          | Vivien Brisse           |
| 2011  | Romain Smet             | Benoît Jarrier         | Kévin Cherruault        |
| 2012  | Nicolas Lubat           | Marc Staelen           | Ludovic Nadon           |
| 2013  | Romain Chaudoy          | Yann Moritz            | Anthony Haspot          |
| 2014  | Cristóbal Olavarría     | Yohan Cauquil          | Frédéric Talpin         |
| 2015  | Romain Chaudoy          | Willy Perrocheau       | Émilien Clère           |
| 2016  | Alexandre Caudoux       | Kévin Le Cunff         | Loïc Herbreteau         |
| 2017, | Alexis Martin           | Maxime Huygens         | Nicolas Moncomble       |
| 2018, | Morne van Niekerk       | Mickaël Larpe          | Fabio Do Rego           |
| 2019  | Baptiste Lacroix        | Anthony Brégière       | Aurélien Quilez         |
| 2020  | annulé                  | annulé                 | annulé                  |
| 2021  | Romain Lapouge Loyzance | Rémi Dromain           | Lucas Mainguenaud       |
| 2022  | Dorian Lagrave          | Loïs Saubère           | Jules Lemperière        |
| 2023  | Swann Guefveneu         | Côme Bouchet           | Thibaud Duret           |
| 2024  | Johan Chardon           | Daniel Murcia          | Thomas Carreau          |
| 2025  | Lancelot Gayant         | Jorian Ravon           | Alexandre Trouvain      |